# España en la Eurocopa
La selección de fútbol de España ha participado en las 17 Eurocopas disputadas entre 1960 y 2024, clasificándose para la fase final de la Eurocopa en 12 ocasiones.

## Resumen de participaciones
| Competición                 | Resultado                | Posición                 | PJ                       | PG                       | PE                       | PP                       | GF                       | GC                       |                 |
| --------------------------- | ------------------------ | ------------------------ | ------------------------ | ------------------------ | ------------------------ | ------------------------ | ------------------------ | ------------------------ | --------------- |
| Francia 1960                | Se retiró4               | Se retiró4               | Se retiró4               | Se retiró4               | Se retiró4               | Se retiró4               | Se retiró4               | Se retiró4               | Se retiró4      |
| España 1964                 | Campeona                 | 1.ª                      | 2                        | 2                        | 0                        | 0                        | 4                        | 2                        |                 |
| Italia 1968                 | No se clasificó          | No se clasificó          | No se clasificó          | No se clasificó          | No se clasificó          | No se clasificó          | No se clasificó          | No se clasificó          | No se clasificó |
| Bélgica 1972                | No se clasificó          | No se clasificó          | No se clasificó          | No se clasificó          | No se clasificó          | No se clasificó          | No se clasificó          | No se clasificó          | No se clasificó |
| Yugoslavia 1976             | No se clasificó          | No se clasificó          | No se clasificó          | No se clasificó          | No se clasificó          | No se clasificó          | No se clasificó          | No se clasificó          | No se clasificó |
| Italia 1980                 | Primera fase             | 7.ª                      | 3                        | 0                        | 1                        | 2                        | 2                        | 4                        |                 |
| Francia 1984                | Subcampeona              | 2.ª                      | 5                        | 1                        | 3                        | 1                        | 4                        | 5                        |                 |
| Alemania Occidental 1988    | Primera fase             | 6.ª                      | 3                        | 1                        | 0                        | 2                        | 3                        | 5                        |                 |
| Suecia 1992                 | No se clasificó          | No se clasificó          | No se clasificó          | No se clasificó          | No se clasificó          | No se clasificó          | No se clasificó          | No se clasificó          | No se clasificó |
| Inglaterra 1996             | Cuartos de final         | 6.ª                      | 4                        | 1                        | 3                        | 0                        | 4                        | 3                        |                 |
| Bélgica y Países Bajos 2000 | Cuartos de final         | 5.ª                      | 4                        | 2                        | 0                        | 2                        | 7                        | 7                        |                 |
| Portugal 2004               | Primera fase             | 10.ª                     | 3                        | 1                        | 1                        | 1                        | 2                        | 2                        |                 |
| Austria y Suiza 2008        | Campeona                 | 1.ª                      | 6                        | 5                        | 1                        | 0                        | 12                       | 3                        |                 |
| Polonia y Ucrania 2012      | Campeona                 | 1.ª                      | 6                        | 4                        | 2                        | 0                        | 12                       | 1                        |                 |
| Francia 2016                | Octavos de final         | 10.ª                     | 4                        | 2                        | 0                        | 2                        | 5                        | 4                        |                 |
| Europa 2020                 | Semifinales              | 3.ª                      | 6                        | 2                        | 4                        | 0                        | 13                       | 6                        |                 |
| Alemania 2024               | Campeona                 | 1.ª                      | 7                        | 7                        | 0                        | 0                        | 15                       | 4                        |                 |
| Irlanda y Reino Unido 2028  | Competición por disputar | Competición por disputar | Competición por disputar | Competición por disputar | Competición por disputar | Competición por disputar | Competición por disputar | Competición por disputar |                 |
| Italia y Turquía 2032       | Competición por disputar | Competición por disputar | Competición por disputar | Competición por disputar | Competición por disputar | Competición por disputar | Competición por disputar | Competición por disputar |                 |
| Total                       | 12/17                    | 2.ª                      | 53                       | 28                       | 15                       | 10                       | 83                       | 46                       |                 |

## Partidos disputados
La selección española ha dispuado un total de 53 partidos en las fases finales, enfrentándose con 25 selecciones nacionales distintasː
- 8 vecesː  Italia.

- 5 vecesː  Francia.

- 4 vecesː  Rusia,  Alemania,  Croacia.

- 3 vecesː  Inglaterra,  Portugal.

- 2 vecesː  Rumanía,  Dinamarca,  Grecia,  Suecia.

- 1 vezː  Hungría,  Bélgica,  Bulgaria,  Noruega,  Eslovenia,  Serbia,  Irlanda,  Chequia,  Turquía,  Polonia,  Eslovaquia,  Suiza,  Albania,  Georgia.

| 17 de junio de 1964, 20:00 | España                    | 2:1 (1:1, 1:0) (t. s.) | Hungría  | Estadio Santiago Bernabéu, Madrid                                    |                                                                      |
|                            | Pereda 35' · Amancio 112' | Reporte                | Bene 84' | Asistencia: 34.713 espectadores Árbitro(s): Arthur Blavier (Bélgica) | Asistencia: 34.713 espectadores Árbitro(s): Arthur Blavier (Bélgica) |

| 21 de junio de 1964, 18:30 | España                    | 2:1 (1:1) | Unión Soviética | Estadio Santiago Bernabeu, Madrid                                       |                                                                         |
|                            | Pereda 6' · Marcelino 84' | Reporte   | Jusaínov 8'     | Asistencia: 79.115 espectadores Árbitro(s): Arthur Holland (Inglaterra) | Asistencia: 79.115 espectadores Árbitro(s): Arthur Holland (Inglaterra) |

| 12 de junio de 1980, 20:30 | España | 0:0 | Italia | Stadio Giuseppe Meazza, Milán                              |  |
|                            |        |     |        | Asistencia: 46 816 espectadores Árbitro(s): Karoly Palotai |  |

| 15 de junio de 1980, 17:45 | Bélgica                | 2:1 (1:1) | España    | Stadio Giuseppe Meazza, Milán                              |                                                            |
|                            | Gerets 17' · Cools 65' |           | Quini 36' | Asistencia: 11 430 espectadores Árbitro(s): Charles Corver | Asistencia: 11 430 espectadores Árbitro(s): Charles Corver |

| 18 de junio de 1980, 17:45 | España          | 1:2 (0:1) | Inglaterra                  | Stadio San Paolo, Nápoles                                  |                                                            |
|                            | Dani 48' (pen.) |           | Brooking 19' · Woodcock 61' | Asistencia: 14 440 espectadores Árbitro(s): Erich Linemayr | Asistencia: 14 440 espectadores Árbitro(s): Erich Linemayr |

| 14 de junio de 1984, 20:30                                                                                     | Rumania    | 1:1 (1:1) | España              | Stade Geoffroy-Guichard, Saint-Étienne                    |                                                           |
| | Bölöni 35' |           | Carrasco 22' (pen.) | Asistencia: 17 012 espectadores Árbitro(s): Alexis Ponnet | Asistencia: 17 012 espectadores Árbitro(s): Alexis Ponnet |
| Debut absoluto de Rumania en una Eurocopa; además, Laszlo Bölöni marcó el primer gol rumano en la competición. |            |           |                     |                                                           |                                                           |

| 17 de junio de 1984, 20:30                                     | Portugal  | 1:1 (0:0) | España         | Stade Vélodrome, Marsella                                  |                                                            |
|                                                                | Sousa 52' |           | Santillana 73' | Asistencia: 30 000 espectadores Árbitro(s): Michel Vautrot | Asistencia: 30 000 espectadores Árbitro(s): Michel Vautrot |
| António Sousa marcó el primer gol de Portugal en una Eurocopa. |           |           |                |                                                            |                                                            |

| 20 de junio de 1984, 20:30                                                          | Alemania Federal | 0:1 (0:0) | España     | Parc des Princes, París                                      |                                                              |
|                                                                                     |                  |           | Maceda 90' | Asistencia: 47 691 espectadores Árbitro(s): Vojtech Christov | Asistencia: 47 691 espectadores Árbitro(s): Vojtech Christov |
| Primera y única eliminación de Alemania Federal en la primera fase de una Eurocopa. |                  |           |            |                                                              |                                                              |

| 24 de junio de 1984, 20:00 | Dinamarca                                    | 1:1 (1:1, 1:0) (4:5 p.)    | España                                           | Stade Gerland, Lyon                                         |                                                             |
|                            | Lerby 7'                                     |                            | Maceda 67'                                       | Asistencia: 47 483 espectadores Árbitro(s): George Courtney | Asistencia: 47 483 espectadores Árbitro(s): George Courtney |
|                            |                                              | Tiros desde el punto penal |                                                  |                                                             |                                                             |
|                            | Brylle · Olsen · M. Laudrup · Lerby · Elkjær |                            | Santillana · Señor · Urquiaga · Víctor · Sarabia |                                                             |                                                             |

| 27 de junio de 1984, 20:00 | Francia                   | 2:0 (0:0) | España | Parc des Princes, París                                      |                                                              |
|                            | Platini 58' · Bellone 90' |           |        | Asistencia: 47 368 espectadores Árbitro(s): Vojtech Christov | Asistencia: 47 368 espectadores Árbitro(s): Vojtech Christov |

| 11 de junio de 1988, 15:30 | Dinamarca                    | 2:3 (1:1) | España                                    | Niedersachsenstadion, Hanóver                             |                                                           |
|                            | M. Laudrup 24' · Povlsen 82' |           | Míchel 5' · Butragueño 53' · Gordillo 66' | Asistencia: 60 366 espectadores Árbitro(s): Albert Thomas | Asistencia: 60 366 espectadores Árbitro(s): Albert Thomas |

| 14 de junio de 1988, 20:15 | Italia     | 1:0 (0:0) | España | Waldstadion, Fráncfort del Meno                              |                                                              |
|                            | Vialli 73' |           |        | Asistencia: 51 790 espectadores Árbitro(s): Erik Fredriksson | Asistencia: 51 790 espectadores Árbitro(s): Erik Fredriksson |

| 17 de junio de 1988, 20:15 | Alemania Federal | 2:0 (1:0) | España | Estadio Olímpico, Múnich                                   |                                                            |
|                            | Völler 29', 51'  |           |        | Asistencia: 72 308 espectadores Árbitro(s): Michel Vautrot | Asistencia: 72 308 espectadores Árbitro(s): Michel Vautrot |

| 9 de junio de 1996, 14:30 | España      | 1:1 | Bulgaria            | Elland Road, Leeds                                                   |                                                                      |
|                           | Alfonso 74' |     | Stoichkov 65' (pen) | Asistencia: 26.000 espectadores Árbitro(s): Piero Ceccarini (Italia) | Asistencia: 26.000 espectadores Árbitro(s): Piero Ceccarini (Italia) |

| 15 de junio de 1996, 18:00 | Francia       | 1:1 | España       | Elland Road, Leeds                                                  |                                                                     |
|                            | Djorkaeff 48' |     | Caminero 85' | Asistencia: 39.000 espectadores Árbitro(s): Vadim Zhuk (Bielorusia) | Asistencia: 39.000 espectadores Árbitro(s): Vadim Zhuk (Bielorusia) |

| 18 de junio de 1996, 16:30 | Rumania       | 1:2 | España                | Elland Road, Leeds                                                |                                                                   |
|                            | Raducioiu 29' |     | Manjarín 11' Amor 84' | Asistencia: 32.719 espectadores Árbitro(s): Ahmet Çakar (Turquía) | Asistencia: 32.719 espectadores Árbitro(s): Ahmet Çakar (Turquía) |

| 22 de junio de 1996, 15:00 | Inglaterra                           | 0:0 (4 : 2 p.)             | España                         | Wembley, Londres                                                 |  |
|                            |                                      |                            |                                | Asistencia: 78.000 espectadores Árbitro(s): Marc Batta (Francia) |  |
|                            |                                      | Tiros desde el punto penal |                                |                                                                  |  |
|                            | Shearer · Platt · Pearce · Gascoigne |                            | Hierro · Amor · Belsué · Nadal |                                                                  |  |

| 13 de junio de 2000, 18:00 | España | 0:1 | Noruega     | Stadion Feijenoord, Róterdam                                           |                                                                        |
|                            |        |     | Iversen 65' | Asistencia: 42.500 espectadores Árbitro(s): Gamal Al-Ghandour (Egipto) | Asistencia: 42.500 espectadores Árbitro(s): Gamal Al-Ghandour (Egipto) |

| 18 de junio de 2000, 18:00 | Eslovenia   | 1:2 | España                 | Amsterdam ArenA, Ámsterdam                                         |                                                                    |
|                            | Zahovič 59' |     | Raúl 4' Etxeberria 60' | Asistencia: 45.000 espectadores Árbitro(s): Markus Merk (Alemania) | Asistencia: 45.000 espectadores Árbitro(s): Markus Merk (Alemania) |

| 21 de junio de 2000, 18:00 | Yugoslavia                                   | 3:4 | España                                              | Estadio Jan Breydel, Brujas                                            |                                                                        |
|                            | Milošević 30' Govedarica 50' Komljenovic 75' |     | Alfonso 38', 90'+5' Munitis 51' Mendieta 90'+4' (p) | Asistencia: 23.000 espectadores Árbitro(s): Gilles Veissiere (Francia) | Asistencia: 23.000 espectadores Árbitro(s): Gilles Veissiere (Francia) |

| 25 de junio de 2000, 20:45 | España           | 1:2 (1:2) | Francia                  | Estadio Jan Breydel, Brujas                                            |                                                                        |
|                            | Mendieta 38' (p) |           | Zidane 32' Djorkaeff 44' | Asistencia: 28.000 espectadores Árbitro(s): Pierluigi Collina (Italia) | Asistencia: 28.000 espectadores Árbitro(s): Pierluigi Collina (Italia) |

| 12 de junio de 2004, 19:45 | España      | 1:0 (0:0) | Rusia | Estádio Algarve, Faro-Loulé                                   |                                                               |
|                            | Valerón 60' |           |       | Asistencia: 28.182 espectadores Árbitro(s): Urs Maier (Suiza) | Asistencia: 28.182 espectadores Árbitro(s): Urs Maier (Suiza) |

| 16 de junio de 2004, 17:30 | Grecia         | 1:1 (0:1) | España        | Estádio do Bessa XXI, Oporto                                          |                                                                       |
|                            | Charisteas 66' |           | Morientes 28' | Asistencia: 25.444 espectadores Árbitro(s): Luboš Michel (Eslovaquia) | Asistencia: 25.444 espectadores Árbitro(s): Luboš Michel (Eslovaquia) |

| 20 de junio de 2004, 19:45 | España | 0:1 (0:0) | Portugal       | Estádio José Alvalade, Lisboa                                     |                                                                   |
|                            |        |           | Nuno Gomes 57' | Asistencia: 47.491 espectadores Árbitro(s): Anders Firsk (Suecia) | Asistencia: 47.491 espectadores Árbitro(s): Anders Firsk (Suecia) |

| 10 de junio de 2008, 18:00 | España                           | 4:1 (2:0) | Rusia            | Tivoli Neu, Innsbruck                                               |                                                                     |
|                            | Villa 22', 44', 75' Fàbregas 91' | Reporte   | Pavlyuchenko 86' | Asistencia: 30.772 espectadores Árbitro(s): Konrad Plautz (Austria) | Asistencia: 30.772 espectadores Árbitro(s): Konrad Plautz (Austria) |

| 14 de junio de 2008, 18:00 | Suecia          | 1:2 (1:1) | España               | Tivoli Neu, Innsbruck                                                  |                                                                        |
|                            | Ibrahimović 34' | Reporte   | Torres 15' Villa 92' | Asistencia: 30.772 espectadores Árbitro(s): Pieter Vink (Países Bajos) | Asistencia: 30.772 espectadores Árbitro(s): Pieter Vink (Países Bajos) |

| 18 de junio de 2008, 20:45 | Grecia         | 1:2 (1:0) | España                  | Wals Siezenheim Stadion, Salzburgo                                   |                                                                      |
|                            | Charisteas 42' | Reporte   | de la Red 61' Güiza 88' | Asistencia: 30.883 espectadores Árbitro(s): Howard Webb (Inglaterra) | Asistencia: 30.883 espectadores Árbitro(s): Howard Webb (Inglaterra) |

| 22 de junio de 2008, 20:45 | España | 0:0 (0:0, 0:0) | Italia | Ernst Happel Stadion, Viena                                           |                                                                       |
|                            |        | Reporte        |        | Asistencia: 51.178 espectadores Árbitro(s): Herbert Fandel (Alemania) | Asistencia: 51.178 espectadores Árbitro(s): Herbert Fandel (Alemania) |

| 26 de junio de 2008, 20:45 | Rusia | 0:3 (0:0) | España                       | Ernst Happel Stadion, Viena                                              |                                                                          |
|                            |       | Reporte   | Xavi 50' Güiza 73' Silva 81' | Asistencia: 51.428 espectadores Árbitro(s): Frank De Bleeckere (Bélgica) | Asistencia: 51.428 espectadores Árbitro(s): Frank De Bleeckere (Bélgica) |

| 29 de junio de 2008, 20:45 | Alemania | 0:1 (0:1) | España     | Ernst Happel Stadion, Viena                                          |                                                                      |
|                            |          | Reporte   | Torres 33' | Asistencia: 51.428 espectadores Árbitro(s): Roberto Rosetti (Italia) | Asistencia: 51.428 espectadores Árbitro(s): Roberto Rosetti (Italia) |

| 10 de junio de 2012, 18:00 | España       | 1:1 (0:0) | Italia        | PGE Arena, Gdańsk                                         |                                                           |
|                            | Fábregas 63' | Reporte   | Di Natale 61' | Asistencia: 38 869 espectadores Árbitro(s): Viktor Kassai | Asistencia: 38 869 espectadores Árbitro(s): Viktor Kassai |

| 14 de junio de 2012, 20:45 | España                                   | 4:0 (1:0) | Irlanda | PGE Arena, Gdańsk                                         |                                                           |
|                            | Torres 4' 70' · Silva 49' · Fábregas 83' | Reporte   |         | Asistencia: 39 150 espectadores Árbitro(s): Pedro Proença | Asistencia: 39 150 espectadores Árbitro(s): Pedro Proença |

| 18 de junio de 2012, 20:45 | Croacia | 0:1 (0:0) | España          | PGE Arena, Gdańsk          |                            |
|                            |         | Reporte   | Jesús Navas 88' | Árbitro(s): Wolfgang Stark | Árbitro(s): Wolfgang Stark |

| 23 de junio de 2012, 20:45 | España                       | 2:0 (1:0) | Francia | Donbass Arena, Donetsk                                     |                                                            |
|                            | Xabi Alonso 19' 90+1' (pen.) | Reporte   |         | Asistencia: 46 145 espectadores Árbitro(s): Nicola Rizzoli | Asistencia: 46 145 espectadores Árbitro(s): Nicola Rizzoli |

| 27 de junio de 2012, 20:45 | Portugal                       | 0:0 (2 : 4 p.)             | España                                      | Donbass Arena, Donetsk                                             |                                                                    |
|                            |                                | Reporte                    |                                             | Asistencia: 48 000 espectadores Árbitro(s): Cüneyt Çakir (Turquía) | Asistencia: 48 000 espectadores Árbitro(s): Cüneyt Çakir (Turquía) |
|                            |                                | Tiros desde el punto penal |                                             |                                                                    |                                                                    |
|                            | Moutinho · Pepe · Nani · Alves |                            | Alonso · Iniesta · Piqué · Ramos · Fàbregas |                                                                    |                                                                    |

| 1 de julio de 2012, 20:45 | España                                       | 4:0 (2:0) | Italia | Olímpico de Kiev, Kiev                                    |                                                           |
|                           | Silva 14' · Alba 41' · Torres 84' · Mata 88' | Reporte   |        | Asistencia: 63 170 espectadores Árbitro(s): Pedro Proença | Asistencia: 63 170 espectadores Árbitro(s): Pedro Proença |

| 13 de junio de 2016, 15:00 | España    | 1:0 (0:0) | República Checa | Stade de Toulouse, Toulouse                                        |                                                                    |
|                            | Piqué 87' | Reporte   |                 | Asistencia: 29 400 espectadores Árbitro(s): Szymon Marciniak (POL) | Asistencia: 29 400 espectadores Árbitro(s): Szymon Marciniak (POL) |

| 17 de junio de 2016, 21:00 | España                      | 3:0 (2:0) | Turquía | Allianz Riviera, Niza                                     |                                                           |
|                            | Morata 34' 48' · Nolito 37' | Reporte   |         | Asistencia: 33 409 espectadores Árbitro(s): Milorad Mažić | Asistencia: 33 409 espectadores Árbitro(s): Milorad Mažić |

| 21 de junio de 2016, 21:00 | Croacia                   | 2:1 (1:1) | España    | Stade Bordeaux-Atlantique, Burdeos                        |                                                           |
|                            | Kalinić 45' · Perišić 87' | Reporte   | Morata 7' | Asistencia: 37 245 espectadores Árbitro(s): Björn Kuipers | Asistencia: 37 245 espectadores Árbitro(s): Björn Kuipers |

| 27 de junio de 2016, 18:00 | Italia                      | 2:0 (1:0) | España | Stade de France, Saint-Denis |                          |
|                            | Chiellini 33' · Pellé 90+1' | Reporte   |        | Árbitro(s): Cüneyt Çakır     | Árbitro(s): Cüneyt Çakır |

| 14 de junio de 2021, 21:00 | España | 0:0     | Suecia | Estadio de La Cartuja, Sevilla                                                 |                                                                                |
|                            |        | Reporte |        | Asistencia: 12 517 espectadores Árbitro(s): Slavko Vinčić VAR: Bastian Dankert | Asistencia: 12 517 espectadores Árbitro(s): Slavko Vinčić VAR: Bastian Dankert |

| 19 de junio de 2021, 21:00 | España     | 1:1 (1:0) | Polonia         | Estadio de La Cartuja, Sevilla                                                      |                                                                                     |
|                            | Morata 25' | Reporte   | Lewandowski 54' | Asistencia: 11 742 espectadores Árbitro(s): Daniele Orsato VAR: Massimiliano Irrati | Asistencia: 11 742 espectadores Árbitro(s): Daniele Orsato VAR: Massimiliano Irrati |

| 23 de junio de 2021, 18:00 | Eslovaquia | 0:5 (0:2) | España                                                                            | Estadio de La Cartuja, Sevilla                                                |                                                                               |
|                            |            | Reporte   | Dúbravka 30' (a.g.) · Laporte 45+3' · Sarabia 56' · Torres 67' · Kucka 71' (a.g.) | Asistencia: 11 204 espectadores Árbitro(s): Björn Kuipers VAR: Pol van Boekel | Asistencia: 11 204 espectadores Árbitro(s): Björn Kuipers VAR: Pol van Boekel |

| 28 de junio de 2021, 18:00 | Croacia                                      | 3:5 (3:3, 1:1) (t. s.) | España                                                                    | Parken Stadion, Copenhague                                                    |                                                                               |
|                            | Pedri 20' (a.g.) · Oršić 85' · Pašalić 90+2' | Reporte                | Sarabia 38' · Azpilicueta 57' · Torres 77' · Morata 100' · Oyarzabal 103' | Asistencia: 22 771 espectadores Árbitro(s): Cüneyt Çakır VAR: Bastian Dankert | Asistencia: 22 771 espectadores Árbitro(s): Cüneyt Çakır VAR: Bastian Dankert |

| 2 de julio de 2021, 18:00 | Suiza                                | 1:1 (1:1, 0:1) (t. s.)(1:3 p.) | España                                       | Estadio Krestovski, San Petersburgo                                            |                                                                                |
|                           | Shaqiri 68'                          | Reporte                        | Zakaria 8'                                   | Asistencia: 24 764 espectadores Árbitro(s): Michael Oliver VAR: Chris Kavanagh | Asistencia: 24 764 espectadores Árbitro(s): Michael Oliver VAR: Chris Kavanagh |
|                           |                                      | Tiros desde el punto penal     |                                              |                                                                                |                                                                                |
|                           | Gavranović · Schär · Akanji · Vargas |                                | Busquets · Olmo · Rodri · Moreno · Oyarzabal |                                                                                |                                                                                |

| 6 de julio de 2021, 21:00 | Italia                                                  | 1:1 (1:1, 0:0) (t. s.)(4:2 p.) | España                             | Estadio de Wembley, Londres                                              |                                                                          |
|                           | Chiesa 60'                                              | Reporte                        | Morata 80'                         | Asistencia: 57 811 espectadores Árbitro(s): Felix Brych VAR: Marco Fritz | Asistencia: 57 811 espectadores Árbitro(s): Felix Brych VAR: Marco Fritz |
|                           |                                                         | Tiros desde el punto penal     |                                    |                                                                          |                                                                          |
|                           | Locatelli · Belotti · Bonucci · Bernardeschi · Jorginho |                                | Olmo · Moreno · Alcántara · Morata |                                                                          |                                                                          |

| 15 de junio de 2024              | España                                   | 3:0 (3:0) | Croacia | Estadio Olímpico, Berlín                                                       |                                                                                |
| 18:00                            | Morata 29' · Fabián 32' · Carvajal 45+2' | Reporte   |         | Asistencia: 68 840 espectadores Árbitro(s): Michael Oliver VAR: Stuart Attwell | Asistencia: 68 840 espectadores Árbitro(s): Michael Oliver VAR: Stuart Attwell |
| Jugador del partido: Fabián Ruiz |                                          |           |         |                                                                                |                                                                                |

| 20 de junio de 2024                | España               | 1:0 (0:0) | Italia | Arena AufSchalke, Gelsenkirchen                                                |                                                                                |
| 21:00                              | Calafiori 55' (a.g.) | Reporte   |        | Asistencia: 49 500 espectadores Árbitro(s): Slavko Vinčić VAR: Nejc Kajtazovic | Asistencia: 49 500 espectadores Árbitro(s): Slavko Vinčić VAR: Nejc Kajtazovic |
| Jugador del partido: Nico Williams |                      |           |        |                                                                                |                                                                                |

| 24 de junio de 2024                | Albania | 0:1 (0:1) | España            | Düsseldorf Arena, Düsseldorf                                                    |                                                                                 |
| 21:00                              |         | Reporte   | 13' Ferrán Torres | Asistencia: 40 586 espectadores Árbitro(s): Glenn Nyberg VAR: Christian Dingert | Asistencia: 40 586 espectadores Árbitro(s): Glenn Nyberg VAR: Christian Dingert |
| Jugador del partido: Ferrán Torres |         |           |                   |                                                                                 |                                                                                 |

| 30 de junio de 2024        | España                                                     | 4:1 (1:1) | Georgia               | Rhein Energie, Colonia                                                           |                                                                                  |
| 21:00                      | Rodri 39' · Fabián 51' · Nico Williams 75' · Dani Olmo 83' | Reporte   | 18' (a.g.) Le Normand | Asistencia: 42 233 espectadores Árbitro(s): François Letexier VAR: Willy Delajod | Asistencia: 42 233 espectadores Árbitro(s): François Letexier VAR: Willy Delajod |
| Jugador del partido: Rodri |                                                            |           |                       |                                                                                  |                                                                                  |

| 5 de julio de 2024             | España                                                       | 2:1 (1:1, 0:0) (t. s.) | Alemania          | Stuttgart Arena, Stuttgart                                                     |                                                                                |
| 18:00                          | Dani Olmo 51' · Mikel Merino 119' · Dani Carvajal 100', 120' | Reporte                | 89' Florian Wirtz | Asistencia: 54 000 espectadores Árbitro(s): Anthony Taylor VAR: Stuart Attwell | Asistencia: 54 000 espectadores Árbitro(s): Anthony Taylor VAR: Stuart Attwell |
| Jugador del partido: Dani Olmo |                                                              |                        |                   |                                                                                |                                                                                |

| 9 de julio de 2024                | España                           | 2:1 (2:1) | Francia       | Allianz Arena, Múnich                                                          |                                                                                |
| 21:00                             | Lamine Yamal 21' · Dani Olmo 25' | Reporte   | 8' Kolo Muani | Asistencia: 70 091 espectadores Árbitro(s): Slavko Vinčić VAR: Nejc Kajtazovic | Asistencia: 70 091 espectadores Árbitro(s): Slavko Vinčić VAR: Nejc Kajtazovic |
| Jugador del partido: Lamine Yamal |                                  |           |               |                                                                                |                                                                                |

| 14 de julio de 2024                | España                                  | 2:1 (0:0) | Inglaterra      | Olímpico, Berlín                                  |                                                   |
| 21:00                              | Nico Williams 47' · Mikel Oyarzabal 86' | Reporte   | 73' Cole Palmer | Árbitro(s): François Letexier VAR: Jérôme Brisard | Árbitro(s): François Letexier VAR: Jérôme Brisard |
| Jugador del partido: Nico Williams |                                         |           |                 |                                                   |                                                   |

## Jugadores

### Participantes
Véase Anexo:Convocatorias de España en las Eurocopas
Futbolistas con más de 2 participaciones directas (11)
3 Eurocopas disputadas (11)
- Rafael Gordilloː 1980-1984-1988
- Iker Casillasː 2004-2008-2012
- Xabi Alonsoː 2004-2008-2012
- Fernando Torresː 2004-2008-2012
- Andrés Iniestaː 2008-2012-2016
- David Silvaː 2008-2012-2016
- Sergio Ramosː 2008-2012-2016
- Cesc Fábregasː 2008-2012-2016
- Sergio Busquetsː 2012-2016-2020
- Jordi Albaː 2012-2016-2020
- Álvaro Morataː 2016-2020-2024

Futbolistas con más de 2 participaciones combinadas (7)
5 participaciones en Eurocopas (1)
- Iker Casillasː Convocado por la selección española sin jugar en 2000, participó como jugador en 2004, 2008 y 2012, y fue nuevamente convocado sin jugar en 2016.

3 participaciones en Eurocopas (6)
- Vicente del Bosqueː Participó como jugador en 1980, y fue seleccionador nacional de la selección española en 2012 y 2016.
- Andoni Zubizarretaː Convocado por la selección española sin jugar en 1984, participó como jugador en 1988 y 1996.
- José Antonio Camachoː Participó como jugador con la selección española en 1984 y 1988, posteriormente fue seleccionador nacional de España en 2000.
- Fernando Hierroː Participó como jugador en 1996 y 2000, y fue director deportivo de la selección española en 2008.
- Santiago Cañizaresː Convocado por la selección española sin jugar en 1996, participó como jugador en 2000 y fue convocado nuevamente sin jugar en 2004.
- José Francisco Molinaː Convocado por la selección española sin jugar en 1996, participó como jugador en 2000, y fue director deportivo de la selección española en 2020.